# Hong Kong Open 1989 (Badminton)
Die Hong Kong Open 1989 im Badminton fanden Mitte September 1989 in Hongkong statt.

## Medaillengewinner
| Disziplin    | Gold                         | Silber                         | Bronze                       |
| ------------ | ---------------------------- | ------------------------------ | ---------------------------- |
| Herreneinzel | Wu Wenkai                    | Foo Kok Keong                  | Yang Yang                    |
| Herreneinzel | Wu Wenkai                    | Foo Kok Keong                  | Hermawan Susanto             |
| Dameneinzel  | Han Aiping                   | Zhou Lei                       | Lilik Sudarwati              |
| Dameneinzel  | Han Aiping                   | Zhou Lei                       | Shi Xiaohui                  |
| Herrendoppel | Jalani Sidek Razif Sidek     | Chen Yu He Xiangyang           | Huang Zhanzhong Zheng Yumin  |
| Herrendoppel | Jalani Sidek Razif Sidek     | Chen Yu He Xiangyang           | Choi Sang-bum Kim Hak-kyun   |
| Damendoppel  | Lin Ying Guan Weizhen        | Chung So-young Hwang Hye-young | Gillian Clark Gillian Gowers |
| Damendoppel  | Lin Ying Guan Weizhen        | Chung So-young Hwang Hye-young | Lim Xiaoqing Zhou Lei        |
| Mixed        | Choi Sang-bum Chung So-young | Chan Chi Choi Amy Chan         | Dave Wright Gillian Clark    |
| Mixed        | Choi Sang-bum Chung So-young | Chan Chi Choi Amy Chan         | Nick Ponting Gillian Gowers  |